# 구즈즈카정
구즈즈카정(葛塚町)은 니가타현 기타칸바라군에 있던 정이다. 1955년 3월 31일 합병으로 소멸되어 현재는 니가타시 기타구의 일부가 되었다.
아래의 설명은 합병 직전 당시의 구 구즈즈카정에 대한 설명이며, 현재는 명칭 등이 다를 수 있다. 또한, 여기에 기술되지 않은 내용에 대해서는 기타구 (니가타시)구즈즈카 지구 등의 기사를 참조.

## 역사
에도시대부터 정기시장이 열려 지역경제의 중심지로 발전한 향토마을의 성격을 가지고 있다.
메이지 시대에는 아라이고강을 이용한 증기선으로 니가타역-시바타역 사이를 중계하는 역참 마을로 번성했다. 그러나 1912년에 니쓰역-시바타역 간 철도가 개통되면서 사람의 흐름이 철도로 옮겨가면서 침체기에 접어들었다. 이후 시라신선이 개통되면서 발전이 기대되었으나, 쇼와 대합병으로 1955년에 소멸하게 된다.
- 1889년 4월 1일 - 정촌제 시행에 수반해 기타칸바라군 구즈즈카촌이 성립하였다.
- 1901년 11월 1일 - 정으로 승격해 구즈즈카정이 되었다.
- 1955년 3월 31일 - 기자키촌, 오카가타촌과 합병해, 도요사카정이 되어 소멸하였다.

## 교통

### 철도
- 일본국유철도 (현 동일본 여객철도)
  - 하쿠신선

## 참고문헌
- 『市町村名変遷辞典』東京堂出版、1990年。